# Pallacanestro Broni 93 2004-2005
La Pallacanestro Broni 93 nella stagione 2004-2005 ha preso parte al campionato di Serie A2 classificandosi al quarto posto al termine della stagione regolare.